# I Promise (пісня)
"I Promise" — пісня англійського рок-гурту Radiohead, випущена у 2017 році. Radiohead виконували її під час туру 1996 року і записали під час сесій для свого третього альбому OK Computer (1997), але вирішили, що вона недостатньо сильна для релізу. У червні 2017 року «I Promise» увійшла до перевидання OK Computer OKNOTOK 1997 2017 і була випущена у вигляді цифрового завантаження з музичним відео.

## Історія
Radiohead вперше виконали «I Promise» 27 березня 1996 року в клубі Fillmore у Сан-Франциско, і грали її кілька разів того ж року під час туру з Аланіс Моріссетт. Бутлеґові записи були широко розповсюджені.
Radiohead записали «I Promise» під час сесій для свого третього альбому OK Computer, але відчули, що вона недостатньо сильна для випуску. 1998 року гітарист Ед О'Браєн запропонував Radiohead перезаписати її для наступного альбому, але трек так і залишився невиданим. Після виходу сьомого альбому, In Rainbows (2007), О'Браєн заявив, що гурт відмовився від нього.
23 червня 2017 року Radiohead випустили ювілейне 20-те перевидання OK Computer, OKNOTOK 1997 2017, до якого увійшли «I Promise» та два інших нових треки. Прем'єра «I Promise» відбулася 2 червня на BBC Radio 6; ведучий Стів Ламак сказав, що Radiohead були «особливо раді знайти її у сховищах, бо думали, що вона була загублена протягом багатьох років». Того ж дня Radiohead випустили відеокліп «I Promise» на своєму сайті і зробили пісню доступною для завантаження тим, хто зробив попереднє замовлення на OKNOTOK.
Під час туру в червні 2017 року Radiohead вперше за 21 рік виконали пісню «I Promise». Автор пісні, Том Йорк, сказав натовпу: «Якою ж купою божевільних ми були, і, напевно, досі залишаємося… Однією з божевільних речей, які ми зробили, було не випустити цю пісню, тому що ми не думали, що вона достатньо хороша».

## Композиція
У «I Promise» звучить акустична гітара, барабани, схожі на маршові, та оркестрове звучання мелотрону. У тексті пісні Йорк «перераховує обітниці, як список покупок», також присутні теми, спільні для OK Computer, включаючи самотність, відчуження, параноя і душевний біль. О'Браєн порівнював трек з Роєм Орбісоном, а Йорк — з Joy Division. NME описав «I Promise» як «Radiohead у їхній найбільш безпосередній манері» до того, як вони перейшли в електронну музику у наступних альбомах.

## Музичне відео
Режисером кліпу «I Promise» став Міхал Марчак, який раніше зняв одну із відео-віньєток до дев'ятого альбому Radiohead A Moon Shaped Pool (2016), а також кліп Марка Прітчарда «Beautiful People» за участю Йорка. Відео зображує нічну поїздку автобусом через Варшаву, одним із пасажирів якого є відокремлена аніматронічна голова. Робін Хілтон з NPR інтерпретував відео як відсилання до ізоляції та «виснажливого» графіку, який Йорк пережив під час туру OK Computer.

## Відгуки
Pitchfork назвав «I Promise» «Найкращою новою музикою», написавши, що якби Radiohead випустили його у 1997 році, «він був би неминучим у кімнатах гуртожитків, на вечорах відкритого мікрофону і скрізь, де ще можна знайти чутливих хлопців з гітарами…». Він не надто переосмислює творчість гурту часів The Bends, як це зробили б технологічні ліричні теми та похмурий продакшн OK Computer. Але це все одно приголомшливо".

## Персоналії

### Radiohead
- Колін Ґрінвуд
- Джонні Ґрінвуд
- Ед О'Браєн
- Філ Селвей
- Том Йорк

### Додатково
- Кріс Блер — мастеринг
- Стенлі Донвуд — ілюстрації
- Найджел Ґодріч — продюсування, звукоінженер
- Нік Інгман — диригування
- Джим Уоррен — продюсування, звукоінженер